# Andriej Woronkow
Andriej Gienadewicz Woronkow (ur. 19 maja 1967 w Sławsku) – rosyjski siatkarz, trener. Zasłużony Mistrz Sportu ZSRR.
Jego córka Irina jest siatkarką.

## Kariera zawodnicza
Andriej Woronkow karierę siatkarską rozpoczął w 1982 roku w Litewskiej SRR. W 1984 roku został zawodnikiem Kuroapparatury Wilno. W 1986 roku wraz z drużyną Litewskiej SRR w Petersburgu zdobył brązowy medal Spartakiady Narodów ZSRR.
W latach 1986–1988 reprezentował barwy CSKA Mokswa, z którą zdobył mistrzostwo ZSRR (1987, 1988), dwukrotnie Puchar Europy Mistrzów Krajowych (1987, 1988) oraz dwukrotnie Superpuchar Europy (1987, 1988). W 1988 roku przeszedł do klubu Wysszajej ligi SKA Rostów nad Donem, w którym grał do 1992 roku. W latach 1993–1995 był zawodnikiem Jugra Samotłor Niżniewartowsk, z którym w  sezonie 1993/1994 zdobył brązowy medal mistrzostw Rosji, a także Puchar Rosji (1993) oraz w sezonie 1993/1994 został srebrnym medalistą Pucharu Europy Zdobywców Pucharów.
W 1995 roku wyjechał do Turcji grać w Netaş Stambuł, z którym w latach trzykrotnie zdobywał mistrzostwo Turcji (1997, 1998, 1999) oraz brązowy medal (1996), a także Puchar Turcji (1997, 1998, 1999).
W latach 1999–2004 reprezentował barwy Erdemirsporu Zonguldak dwukrotnie zdobył mistrzostwo Turcji (2002, 2004) oraz wicemistrzostwo Turcji (2000 z Netaşem Stambuł) 2001, 2003).
W 2004 roku ponownie został zawodnikiem rosyjskiego Jugra Samotłor Niżniewartowsk, w którym w 2006 roku zakończył zawodniczą karierę.
W reprezentacji Rosji grał od 1998 roku. Zadebiutował w niej dnia 5 czerwca 1998 roku w Moskwie z wygranym 3:2 meczu z reprezentacją Jugosławii w ramach Ligi Światowej 1998, w której reprezentacja Rosji w turnieju finałowym Mediolanie zajęła 2. miejsce oraz brał udział w mistrzostwach świata 1998, gdzie reprezentacja z Woronkowem w składzie zajęła 5. miejsce. Wypowiadając się na temat roli Woronkowa w reprezentacji trener Giennadij Szypulin zauważył wysoką wydajność i niezbędne doświadczenie zespołu oraz jego silny i spokojny charakter sportowy. Łącznie w reprezentacji Rosji Andriej Woronkow rozegrał 26 meczów i zdobył 16 punktów.

## Kariera trenerska
Andriej Woronkow po zakończeniu kariery zawodniczej rozpoczął karierę trenerską. W 2006 roku został asystentem Jurija Panczenki w nowo utworzonym klubie Dinamo-Jantar Kaliningrad. W 2007 roku reprezentacji Rosji kadetów, która pod wodzą Woronkowa zajęła 4. miejsce na mistrzostwach Europy kadetów 2007 rozgrywanych w Wiedniu i Krems oraz 9. miejsce na mistrzostwach świata kadetów 2007 rozgrywanych w Meksyku i Tijuanie.
W sezonie 2008/2009 został trenerem Kuzbass Kemerowo. Następnie w czerwcu 2009 roku został trenerem Lokomotiwu Nowosybirsk, z którym zdobył srebrny (2014) i brązowy medal (2012) mistrzostw Rosji oraz dwukrotnie Puchar Rosji (2010, 2011) oraz srebrny medal tego turnieju (2009), a także Ligę Mistrzów (2013) oraz sześciokrotnie Puchar Syberii i Dalekowschodniego Okręgu Federalnego (2009, 2010, 2011, 2012, 2013, 2014).
Po dymisji Władimira Alekny w 2012 roku Andriej Woronkow był jednym z kandydatów na trenera reprezentacji Rosji, którym został wybranym jednogłośnie przez Rosyjski Związek Piłki Siatkowej. Z reprezentacją zwyciężył w rozgrywanych w Polsce i Danii mistrzostwach Europy 2013 oraz zwyciężył w turnieju finałowym Ligi Światowej 2013 w Mar del Placie oraz zdobył srebrny medal Pucharu Wielkich Mistrzów 2013.
Dnia 30 czerwca 2015 roku do fatalnym występie reprezentacji Rosji w Lidze Światowej 2015 (10 kolejnych porażek) podał się do dymisji.

## Sukcesy

### jako zawodnik

#### klubowe/reprezentacyjne
| Klub/Reprezentacja            | Osiągnięcie                      | Trofeum               | Rok                        |
| Litewska SRR                  | Igrzyska Narodów Radzieckich     | brąz                  | 1986                       |
| CSKA Moskwa                   | Puchar Europy Mistrzów Krajowych | złoto                 | 1987, 1988                 |
| CSKA Moskwa                   | Mistrzostwa ZSRR                 | złoto                 | 1987, 1988                 |
| CSKA Moskwa                   | Superuchar Europy                | złoto                 | 1987, 1988                 |
| Jugra Samotłor Niżniewartowsk | Puchar Rosji:                    | złoto                 | 1993                       |
| Jugra Samotłor Niżniewartowsk | Mistrzostwa Rosji                | brąz                  | 1994                       |
| Jugra Samotłor Niżniewartowsk | Puchar Europy Zdobywców Pucharów | srebro                | 1994                       |
| Netaş Stambuł                 | Puchar Europy Zdobywców Pucharów | srebro                | 1997                       |
| Netaş Stambuł                 | Mistrzostwa Turcji               | złoto · srebro · brąz | 1997, 1998, 1999 2000 1996 |
| Netaş Stambuł                 | Puchar Turcji                    | złoto                 | 1997, 1998, 1999           |
| Rosja                         | Liga Światowa                    | srebro                | 1998                       |
| Erdemirspor Zonguldak         | Mistrzostwa Turcji               | złoto · srebro        | 2002, 2004 2001, 2003      |

### jako trener

#### klubowe/reprezentacyjne
mężczyźni:
Puchar Syberii i Dalekowschodniego Okręgu Federalnego:
- 2009, 2010, 2011, 2012, 2013, 2014

Puchar Rosji:
- 2010, 2011

Mistrzostwa Rosji:
- 2014
- 2012

Liga Mistrzów:
- 2013

Klubowe Mistrzostwa Świata:
- 2013

Liga Światowa:
- 2013

Memoriał Huberta Jerzego Wagnera:
- 2014
- 2013

Mistrzostwa Europy:
- 2013

Puchar Wielkich Mistrzów:
- 2013

Mistrzostwa Świata U-23:
- 2017

kobiety:
Superpuchar Rosji:
- 2019

Mistrzostwa Rosji:
- 2021
- 2019, 2020